# Guizong Cezhen
Guizong Cezhen (chiń. upr. 归宗策真; chiń. trad. 歸宗策真; pinyin Guīzōng Cèzhēn; kor. 귀종책진(?) Kwijong Ch’aekchin; jap. Kishū Sakushin; wiet. Qui Tông Sách Chân, zm. 972) – chiński mistrz chan ze szkoły fayan

## Życiorys
Pochodził z Caozhou.
Jego spotkanie z mistrzem chan Fayanem Wenyi jest w tekstach szkoły fayan uważane za klasyczny przykład nauczania tej szkoły o wrodzonym oświeceniu.
Pierwsze imię Dharmy Guizonga brzmiało „Huichao” („Przewyższająca Mądrość”). Po pierwszym spotkaniu Fayana, Guizong spytał:
„Przewyższająca Mądrość zapytuje mistrza, czym jest Budda?”
Fayan powiedział: „Ty jesteś Przewyższającą Mądrością.”
Po tych słowach Guizong osiągnął oświecenie.
Gdy Guizong objął funkcję opata powiedział mnichom następujące słowa:
„Czcigodni chanu!. Jeśli chcecie usłyszeć i być świadkiem mądrości oświecenia, to jest tylko jedna droga aby to zrobić. Ale jeśli zrealizujecie to w ten sposób, czy to będzie bycie świadkami i słyszenie mądrości oświecenia, czy też to nie będzie bycie świadkami i słyszenia oświecenia? Czy rozumiecie? Wyjaśnię to wam, gdy będziecie oświeceni. Staliście już zbyt długo! Trzymajcie się!”
Mnich spytał mistrza chan Guizonga: „Czym jest Budda.”
Guizong powiedział: „Gdy ci to powiem, stanie się czymś innym”.
Mnich spytał: „Co jest krainą Guzonga?”
Guizong powiedział: „To jest to, co widzisz.”
Mnich spytał ponownie: „Kim jest osoba pośrodku tej krainy?”
Guizong powiedział: „Idź!”

## Linia przekazu Dharmy zen
Pierwsza liczba oznacza liczbę pokoleń mistrzów od 1 Patriarchy indyjskiego Mahakaśjapy.
Druga liczba oznacza liczbę pokoleń od 28/1 Bodhidharmy, 28 Patriarchy Indii i 1 Patriarchy Chin.
- 39/12. Xuefeng Yicun (822–902)
  - 40/13. Xuansha Shibei (835–908)
    - 41/14. Luohan Guichen (867–928)
      - 42/15. Fayan Wenyi (885–958) Szkoła fayan
        - 43/16. Qingliang Taiqin (zm. 974)
          - 44/17. Yunju Daoqi (926–997)
            - 45/18. Lingyin Wensheng (zm. ok. 1025)

        - 43/16. Tiantai Deshao(891–978)
          - 44/17. Yong’an Daoyuan (bd) autor Jingde chuandeng lu
          - 44/17. Yongming Yanshou (905–96) autor Zongjing lu

        - 43/16. Langye Huichao (zm. 979)
        - 43/16. Yongming Daoqian (zm. 961)
        - 43/16. Guizong Yirou (bd)
        - 43/16. Luohan Shouren (bd)
        - 43/16. Baizhang Daochang (zm. 991)
          - 44/17. Xixian Chengshi (bd) redaktor Zhaozhou yulu

        - 43/16. Daofeng Huizhu (bd) działał w Silli
        - 43/16. Baoci Wensui (bd)
        - 43/16. Baoci Xingyan (bd) (być może jest to Baoci Wensui)
        - 43/16. Bao’en Huiming (884/9–954/9)
        - 43/16. Guizong Cezhen (zm. 972)
        - 43/16. Chongshou Qizhou (zm. 992)
        - 34/16. Longguang (bd)
        - 34/16. Baota Shaoyan (899–971)
        - 34/16. Lingyin Qingsong (bd)
        - 34/16. Bao’en Guangyi (bd)
        - 34/16. Bao’en Xuanze (bd) (być może to jest Bao’en Guangyi)
        - 34/16. Fa’an (zm. 968/76)
        - 34/16. Jingde Zhiyun (906–969)